# Constantin Lupulescu
Constantin Lupulescu (ur. 25 marca 1984 w Buftei) – rumuński szachista, arcymistrz od 2006 roku.

## Kariera szachowa
Jest dwukrotnym medalistą mistrzostw Europy juniorów: brązowym (1998, Mureck, w kategorii do lat 14) oraz srebrnym (2000, Chalkidiki, do lat 16). Sześciokrotnie zdobył medale indywidualnych mistrzostw kraju: cztery złote (2007, 2010, 2011, 2013) oraz dwa brązowe (2008, 2009).
Wielokrotnie reprezentował Rumunię w turniejach drużynowych, m.in.:
- czterokrotnie na olimpiadach szachowych (w latach 2004, 2008, 2012, 2014)[4],
- pięciokrotnie na drużynowych mistrzostwach Europy (w latach 2005, 2007, 2009, 2011, 2013)[5],
- na olimpiadzie szachowej juniorów do 16 lat (w roku 2000)[6],
- dwukrotnie na drużynowych mistrzostwach Europy juniorów do 18 lat (w latach 2001, 2002); wielokrotny medalista, w tym wspólnie z drużyną – złoty (2002) i srebrny (2001)[7].

W roku 2003 zwyciężył w turnieju Blue Autumn w Bukareszcie oraz w otwartym turnieju w Eforie, zdobył również tytuł mistrza kraju juniorów do lat 20. W 2004 triumfował w openie w Las Palmas, natomiast w 2005 podzielił III m. (za Ivanem Ivaniseviciem i Branko Damljanoviciem, m.in. wraz z Levente Vajdą i Siergiejem Fiedorczukiem) w Barze. W 2006 zwyciężył w turniejach Winter Cup i May Roses w Bukareszcie oraz podzielił I m. (wraz z Władysławem Niewiedniczym) w Timișoarze, zaś w 2007 podzielił I m. (wraz z Wadimem Szyszkinem, George-Gabrielem Grigore i Alinem Berescu) w kolejnym turnieju w Bukareszcie. W 2009 r. podzielił I m. w memoriale Victora Ciocâltei w Bukareszcie (wspólnie z Ioanem-Cristianem Chirilą oraz Gergelym Szabo). W 2014 r. zajął VI m. w rozegranych w Erywaniu indywidualnych mistrzostwach Europy oraz zwyciężył (wspólnie z Ernesto Inarkiewem) w Baku.
Najwyższy ranking w dotychczasowej karierze osiągnął 1 kwietnia 2014 r., z wynikiem 2660 punktów zajmował wówczas 84. miejsce na światowej liście FIDE, jednocześnie zajmując 1. miejsce wśród rumuńskich szachistów.